# 让-弗朗索瓦·拉穆尔
让-弗朗索瓦·拉穆尔（法語：Jean-François Lamour，1956年2月2日—），法国男子击剑运动员。他曾参加1980年、1984年、1988年和1992年四届夏季奥运会，共收获两枚金牌、一枚银牌和两枚铜牌。